# آوراهام بیران
آوراهام بیران (Avraham Biran عبری: אברהם בירן‎؛ زادهٔ ۲۳ اکتبر ۱۹۰۹ – درگذشت ۱۶ سپتامبر ۲۰۰۸) باستان‌شناس اسرائیلی که بیشتر به خاطر هدایت حفاری‌ها در تل دان در شمال اسرائیل شناخته می‌شود. او سال‌ها ریاست مؤسسه باستان‌شناسی در کالج اتحادیه عبری اورشلیم را بر عهده داشت.

## زندگی‌نامه
آوراهام برگمان (بعداً بیران) در سال ۱۹۰۹م. در پتخ تیکوا که در آن زمان بخشی از امپراتوری عثمانی بود به دنیا آمد. او دوست داشت خود را یک اسرائیلی میف‌فلاور معرفی کند، زیرا اجدادش از بنیانگذاران شهرک روُش پینا بودند. در دوران جوانی خانواده‌اش به مصر نقل مکان کردند، جایی که پدرش مزرعه‌ای کوچک را اداره می‌کرد. چندین دهه پیش از اینکه تئودور هرتزل در سال ۱۸۹۷م. صهیونیسم سیاسی را بنیانگذاری کند، پدربزرگ رومانیایی الاصل او، به فلسطین مهاجرت کرده بود. و پس از مرگ پدرش، خانواده از مصر به فلسطین بازگشتند و او تا سن ۱۳ سالگی در خانه پدربزرگ و مادربزرگ خود بزرگ شد. او در مدرسه عبری رئالی حیفا تحصیل کرد که به گفته خودش تأثیری مادام‌العمر بر او گذاشت. وی گفت:
علاقهٔ اولیه من به باستان‌شناسی زمانی شکل گرفت که دانش‌آموز مدرسه رئالی حیفا بودم، و تحت تأثیر مدیر آنجا دکتر آرتور بیرام بودم که عقیده داشت کتاب مقدس ما با تاریخ باستانی ما یکی است. در آن روزها پیاده‌روی‌های زیادی می‌رفتیم و دوست داشتیم با کتاب مقدس در دست پیاده‌روی کنیم. در این دوران از سامریهٔ باستان و کاوش‌های باستان‌شناسی هیئت آمریکایی، از اورشلیم، دیوار ندبه، الخلیل و غار مخپلا بازدید کردیم. فکر می‌کنم اینها دانه‌هایی بودند که وقتی بعدها پروفسور آلبرایت، یکی از باستان شناسان بزرگ آمریکایی، از من دعوت کرد تا با او همکاری کنم، جوانه زدند.
پس از آن، تحصیلات خود را در کالج معلمان دیوید یلین در اورشلیم ادامه داد. و از سال ۱۹۲۸ تا ۱۹۳۰ میلادی در مدرسه رئالی حیفا تدریس کرد. در سال ۱۹۳۰ م. تحصیلات خود را در دانشگاه پنسیلوانیا در فیلادلفیا آغاز کرد، و در سال ۱۹۳۱ م. به عنوان دانشجو در بخش مطالعات خاور نزدیک تحت نطر ویلیام اف. آلبرایت در دانشگاه جانز هاپکینز در بالتیمور ثبت‌نام کرد. او مدرک کارشناسی ارشد خود را در سال ۱۹۳۴م. و مدرک دکترای خود را در سال ۱۹۳۵م. دریافت کرد.
آوراهام با روث نی فرانکل ازدواج کرد که در سال ۲۰۰۵م. در سن ۹۴ سالگی درگذشت. این زوج صاحب ۳ فرزند به نام‌های نائومی، دیوید و هارون (معروف به رونی) شدند. آوراهام بیران در سال ۲۰۰۸م. یک ماه قبل از تولد ۹۹ سالگی و چند ماه قبل از تولد اولین نوه‌اش در اورشلیم درگذشت.

## حرفه باستان‌شناسی
بیران در سال ۱۹۳۵م. به اورشلیم بازگشت و تا سال ۱۹۳۷م. با مدارس شرق‌شناسی آمریکا در خاورمیانه همکاری و در تعدادی از کاوش‌های باستان‌شناسی از جمله تل حلیفه در نزدیکی عقبه، و کاوش در نزدیکی شهرهای موصل و بغداد در عراق، اربید در اردن، و راس الحروبه در خارج از اورشلیم شرکت کرد. او سپس به درخواست اسحاق بن زوی، رئیس شورای ملی یهودیان (و بعداً رئیس‌جمهور اسرائیل)، پاسخی به رساله ضد صهیونیستی دکتر توفیق کنعان نوشت. بیران در سال ۱۹۶۱م. به ریاست اداره آثار باستانی و موزه‌های وزارت آموزش و پرورش و فرهنگ منصوب شد و تا سال ۱۹۷۴م. در این سمت خدمت کرد. او همچنین مجله‌ای به نام «اخبار باستان‌شناسی» به زبان‌های عبری و انگلیسی منتشر کرد. در سال ۱۹۶۷م. و پس از تصرف کرانه باختری توسط اسرائیل، بیران بررسی‌های باستان‌شناسی را در این منطقه آغاز کرد. علاوه بر این به عنوان نماینده اسرائیل در کنوانسیون لاهه خدمت کرد. و در گردهمایی‌های یونسکو کاوش‌های باستان‌شناسی در دیوار ندبه و محلهٔ یهودی اورشلیم را تشویق کرد. او در تأسیس موزه اسرائیل در اورشلیم نقش داشت و در بازسازی موزه راکفلر و بقعه کتاب که حاوی طومارهای قمران است، فعال بود.
از سال ۱۹۷۴م. ریاست مدرسه باستان‌شناسی کتاب مقدس نلسون گلوک در کالج عبری اتحادیه در اورشلیم را بر عهده داشت، و در سال ۱۹۷۷م. کنفرانسی بین‌المللی با موضوع معابد و مکان‌های مرتفع در دوران کتاب مقدس را ترتیب داد و نتایج کنفرانس را در کتابی به همین نام در سال ۱۹۸۱م. منتشر کرد، و به عنوان عضو کمیته سازماندهی کنفرانس بین‌المللی باستان‌شناسی کتاب مقدس در سال‌های ۱۹۸۴ و ۱۹۹۰ میلادی خدمت کرد.

او در سال ۱۹۶۶م. پروژه‌ای را آغاز کرد، که به کاوش‌های تل دان مشهور شد، این محوطه در شمال اسرائیل قرار داشت، و او بیش از ۳۰ سال در این محوطه کاوش کرد. «تل» ۵۰۰۰ ساله تپه‌ای است که لایه به لایهٔ آن حاوی بقایای تمدن‌هایی است که زمانی در این مکان ساکن بودند. بیران در تل دان، مکانی مذهبی مربوط به دوره بنی‌اسرائیل را کشف کرد، که بزرگترین مکان مذهبی کشف شده تا آن زمان و مربوط به آن دوره است. او همچنین شواهدی مربوط به استقرار مجدد قبیلهٔ بنی‌اسرائیل در دان، پس از سکونت کنعانیان در لایش به دست آورد، گرچه این موضوع در کتاب مقدس ذکر شده بود اما هیچ مدرکی باستان‌شناسی برای آن وجود نداشت. در این کاوش‌ها دروازه‌ای طاقدار و دیوار خاکی عظیمی که شهر را احاطه کرده بود، و قدمت آن به دوران پیشین ایلخانی می‌رسید، کشف کردند. بیران همچنین آثاری از دوره سلطنت یهود شناسایی کرد، دیوارها و دروازه‌ها و همچنین تیرکش‌هایی در دیوارهای بلند که در کتاب مقدس به آن‌ها اشاره شده‌است. مهم‌ترین کشف بیران در تل دان، کتیبه‌ای بر روی تخته سنگی بازالتی، معروف به سنگ یادبود دان است که ۱۳ سطر به خط کنعانی باستانی بر روی آن حکاکی شده و به سلسلهٔ داوود اشاره می‌کند. پروفسور آمنون بن تور باستان‌شناس دانشگاه عبری در مورد اهمیت این کتیبه گفت:
بیران معتقد است در این کتیبه که مربوط به حدود ۸۰۰ سال پیش از میلاد مسیح است، از پادشاهی از خاندان داوود یاد شده‌است که در جنگ با آرامیان کشته شده‌است. این تنها منبع کشف شده تا به امروز است - غیر از کتاب مقدس - که به وجود سلسله داوود اشاره می‌کند و در واقع منبعی خارج از کتاب مقدس است که وجود داوود را به عنوان یک شخصیت تاریخی حقیقی تأیید می‌کند. باید در نظر داشت که در چند سال گذشته، تعدادی از محققان انگلیسی و اسکاندیناویایی آثاری منتشر کرده‌اند مبنی بر اینکه پادشاهی (و شخصیت‌های) داوود و سلیمان مولود ادبیات هستند و وجود خارجی و تاریخی ندارند.
جورج اوهس باستان‌شناس کالج مور می‌نویسد:
با توجه به متون کتاب مقدس، کتیبهٔ تل دان نشان می‌دهد که اطلاعات تاریخی معتبری در کتاب مقدس وجود دارد که به راحتی نمی‌توان آنها را رد کرد. . . کتیبه تل دان یک گام ما را به کشف داوود تاریخی نزدیک‌تر کرده‌است.

## شغل خدمات کشوری
در سال ۱۹۳۷م. بیران از دانشگاه و باستان‌شناسی فاصله گرفت و به عنوان افسر ناحیه برای منطقهٔ افولا و سکونتگاه‌های دره یزرعیل منصوب شد. بیران با اشاره به این تغییر شغلی ناگهانی نوشت:
در سال ۱۹۳۷م. در قبال وقایع آن زمان، شهرک‌نشینان یهودی از مقامات قیمومیت بریتانیا خواستند تا افسران ناحیهٔ یهودی را برای رسیدگی به شهرک‌هایشان تعیین کنند تا مجبور نباشند برای انجام امور اداری خود وارد شهرهای پرجمعیت عربی شوند. آژانس یهود این سمت را به من پیشنهاد داد. با تعجب پاسخ دادم: باستان‌شناس چه ربطی به امور فلسطین تحت قیمومیت دارد؟ پاسخ دادند: این درهٔ یزرعیل است! بنابراین نمی‌توانستم رد کنم.
در سال ۱۹۳۸م. بیران به همراه روث برندشتاتر-امیران یک بررسی باستان‌شناسی را در درهٔ بیت شئان سرپرستی کرد؛ و پس از اینکه جیپ او در مسیر کیبوتص تیرات زوی با مین زمینی برخورد کردبه طور معجزه آسایی نجات یافت. در سال ۱۹۴۶م. بیران به عنوان افسر ناحیهٔ اورشلیم منصوب شد. او تا زمان اعلام استقلال اسرائیل از سوی این کشور در سال ۱۹۴۸م. به عنوان عضو شورای شهر اورشلیم خدمت کرد. در طول روزهای رو به زوال قیمومت بریتانیا در سال ۱۹۴۸م. بیران اسناد املاک یهودیان را بسته‌بندی کرد تا مالکان بتوانند زمین‌ها و خانه‌های خود را پس از جنگ مورد انتظار پس بگیرند. او این عمل را با تجربیات فردی یهودی که تقریباً دو هزار سال پیش برای محافظت از اسناد مالکیت در برابر لژیونرهای رومی، آن‌ها را در تپه‌های یهود پنهان کرده بود، مشابه می‌دانست.
پس از استقلال اسرائیل، بیران به سمت دستیار دبیر کابینه منصوب شد و علاوه بر آن دستیار فرماندار نظامی اورشلیم نیز بود. در این زمان او نام‌خانوادگی خود را از برگمان به بیران تغییر داد. و تا سال ۱۹۵۵م. به عنوان یکی از اعضای کمیته نظارت بر توافق آتش‌بس با اردن خدمت کرد، تا اینکه در این سال به عنوان سرکنسول اسرائیل در لس‌آنجلس، کالیفرنیا منصوب شد.

## دیدگاه‌ها و نظرات
به نظر می‌رسد نظر بیران مبنی بر اینکه شهر باستانی دان،هِول بیت مِخِت و اطراف آن در دوران پادشاهی داوود و سلیمان توسط اسرائیلی‌ها اشغال شده بود، تأیید شده‌است.

بیران دیدگاه خود را دربارهٔ اهمیت باستان‌شناسی، به ویژه برای یهودیان ساکن در اسرائیل تشریح کرده:
باستان‌شناسی اسرائیل از این جهت اهمیت دارد که به ما توانایی می‌دهد تا ملت‌هایی که از دوران پیش از تاریخ به بعد در این سرزمین زندگی می‌کردند، بشناسیم، از آنجایی که داستان‌های کتاب مقدس به این سرزمین خاص مرتبط است، هر کشف باستان‌شناسی (در اسرائیل) برای درک کتاب‌مقدس اهمیت دارد. ما آرزو داریم مکان‌هایی که با مطالعهٔ کتاب مقدس در مدرسه شناخته‌ام، کشف و شناسایی کنیم.
بیران بابت اشغال کرانه باختری رود اردن و اورشلیم توسط اسرائیل عذرخواهی نکرد. و گفت:
در زمان جنگ، پیروز مالکیت مغلوب را در اختیار می‌گیرد. اردنی‌ها هم در شهر قدیمی و مناطقی که در اختیار داشتند همین کار را کردند پس اسرائیلی‌ها هم همین کار را پس از سال ۱۹۶۷م انجام می‌دهند.

## جوایز
- بیران در سال ۱۹۸۴م. برنده جایزه شیمل برای باستان‌شناسی شد.
- در سال ۱۹۹۶م. جایزه یاکیر یاروشلایم (شهروند شایسته اورشلیم) به او اعطا شد.[۹]
- در سال ۲۰۰۲م. جایزه اسرائیل برای باستان‌شناسی به او اهدا شد.[۱۰][۱۱]

## آثار منتشر شده
- ۲۵ سال کاوش در شهر باستانی دن (عبری)، انتشارات کیبوتز هموهاد و انجمن کشفیات و آثار باستانی اسرائیل، ۱۹۹۲م.
- معابد و مکان‌های مرتفع در زمان‌های کتاب مقدس ، انتشارات کالج اتحادیه عبری، ۱۹۷۷م.
- دان براساس کتاب مقدس، کالج اتحادیه عبری، ۱۹۹۴م.
- گزارش تفصیلی حفاری شهر باستانی دن، (۵ بخش[۱۲])، انتشارات کالج اتحادیه عبری.